# سنای ایالتی واشینگتن
سنای ایالتی واشینگتن (انگلیسی: Washington State Senate) مجلس اعلای قوه مقننه ایالتی واشینگتن است. این نهاد ۴۹ عضو دارد که هر یک حوزه ای با جمعیتی در حدود ۱۴۰ هزار نفر را نمایندگی می‌کنند. جلسات سنای ایالتی در کاپیتول ایالت واشینگتن در المپیا، واشینگتن برگزار می‌شود.
محدودیتی بر تعداد دوره‌های نمایندگی سناتورها و نیز نمایندگان مجلس سفلا یعنی مجلس نمایندگان واشینگتن وجود ندارد ولی دوره‌های سناتورها چهار ساله است.
همچون دیگر مجالس اعلای قوه‌های مقننه ایالتی و نیز سنای فدرال ایالات متحده سنا می‌تواند به اعضای کابینه فرماندار، اعضای کمیسیون‌ها و هیئت‌ها رای اعتماد یا عدم اعتماد بدهد.